# Bão Bhola (1970)
Bão Bhola năm 1970 là một xoáy thuận nhiệt đới tấn công Đông Pakistan (nay là Bangladesh) và bang Tây Bengal của Ấn Độ vào ngày 12 tháng 11 năm 1970. Đây là xoáy thuận nhiệt đới gây thiệt hại về nhân mạng cao nhất từng ghi nhận được, và là một trong những thảm họa tự nhiên gây thiệt hại nhân mạng cao nhất trong thời hiện đại. Có đến 500.000 người thiệt mạng trong bão, chủ yếu là do sóng bão làm ngập lụt nhiều các đảo thấp tại đồng bằng châu thổ sông Hằng. Đây là bão xoáy thứ sáu của mùa xoáy thuận Bắc Ấn Độ Dương 1970, đạt sức mạnh tương đương bão cấp 3 Saffir-Simpson.
Bão hình thành tại khu vực trung tâm của vịnh Bengal vào ngày 8 tháng 11, đi về phía bắc và mạnh thêm. Nó đạt sức gió lớn nhất là 185 km/h (115 mph) vào ngày 11 tháng 11, và đổ bộ lên bờ biển của Đông Pakistan vào chiều hôm sau. Sóng bão tàn phá nhiều đảo ngoài khơi, triệt hạ làng mạc và tàn phá cây trồng khắp khu vực.
Chính phủ Pakistan dưới quyền Tướng Yahya Khan bị chỉ trích do xử lý chậm trễ các hoạt động cứu trợ sau bão từ các lãnh đạo chính trị địa phương tại Đông Pakistan cũng như truyền thông quốc tế. Liên minh Awami đối lập giành được thắng lợi lớn trong tỉnh, và tình trạng náo động tiếp diễn giữa Đông Pakistan và chính phủ trung ương gây ra Chiến tranh giải phóng Bangladesh, cuối cùng tạo ra quốc gia Bangladesh.

## Lịch sử khí tượng
Tàn dư của bão nhiệt đới Nora từ Tây Bắc Thái Bình Dương, nguyên tồn tại trong hai ngày tại biển Đông, di chuyển về phía tây qua bán đảo Mã Lai vào ngày 5 tháng 11. Tàn dư của hệ thống này góp phần vào sự phát triển của một vùng áp thấp mới tại trung tâm của vịnh Bengal vào sáng ngày 8 tháng 11. Vùng áp thấp mạnh lên khi nó di chuyển chậm theo hướng bắc, và Cục Khí tượng Ấn Độ nâng cấp nó thành một bão xoáy vào ngày hôm sau. Đương thời, không quốc gia nào trong khu vực đặt tên cho các xoáy thuận nhiệt đới, do vậy không có nhận biết mới được đưa ra. Bão trở nên gần như đứng yên vào tối hôm đó gần tọa độ 14,5° B, 87° Đ, song bắt đầu tăng tốc về phía bắc vào ngày 10 tháng 11.
Nó tăng cường thành một cơn bão xoáy rất dữ dội vào ngày 11 tháng 11 và bắt đầu đổi sang hướng đông bắc khi nó đến gần đầu vịnh. Một mắt rõ được tạo thành trong bão, và nó đạt đỉnh cũng vào ngày hôm đó với sức gió được duy trì 240 km/h (150 mph) và áp suất thấp nhất là 960 hPa, tương đương với bão cấp 4 theo Thang bão Saffir-Simpson. Xoáy thuận đổ bộ tại bờ biển của Đông Pakistan vào tối ngày 12 tháng 11, khoảng đồng thời với triều cao bản địa. Khi vào đất liền, hệ thống bắt đầu suy yếu song vẫn được cho là một bão xoáy vào ngày 13 tháng 11 khi nó nằm cách khoảng 100 km (62 mi) về phía nam-đông nam của Agartala. Sau đó, bão nhanh chóng suy yếu thành một vùng áp thấp tàn dư trên nam bộ bang Assam vào tối hôm đó.

## Chuẩn bị
Chính phủ Ấn Độ nhận được thông tin khí tượng về xoáy thuận từ những tường trình của tàu trên vịnh Bengal, song do quan hệ Ấn Độ-Pakistan về đại thể là thù địch nên thông tin không được truyền cho chính phủ Pakistan. Một phần lớn dân cư được tường trình là bất ngờ trước cơn bão. Có những dấu hiệu rằng hệ thống cảnh báo báo hiện diện tại Đông Pakistan không được sử dụng đúng cách, và phải trả giá bằng hàng chục nghìn sinh mạng. Cục Khí tượng Pakistan ban hành một bản tin kêu gọi "sẵn sàng nguy hiểm" tại các khu vực duyên hải gặp nguy hiểm vào ngày 12 tháng 11. Khi bão tiến đến gần bờ biển, một "tín hiệu rất nguy hiểm" được phát trên Đài Phát thanh Pakistan. Những người sống sót sau đó nói rằng điều này ít có ý nghĩa với họ, song họ nhận ra một tín hiệu cảnh báo số 1 đại diện cho mối đe dọa lớn nhất có thể.
Sau hai xoáy thuận phá hoại trước đó trong tháng 10 năm 1960 khiến ít nhất 16.000 người thiệt mạng tại Đông Pakistan, chính phủ Pakistan giao thiệp với chính phủ Hoa Kỳ để được trợ giúp phát triển một hệ thống nhằm ngăn ngừa các thảm họa trong tương lai. Giám đốc của Trung tâm bão quốc gia Hoa Kỳ là Gordon Dunn tiến hành một nghiên cứu chi tiết và trình báo cáo của ông vào năm 1961. Tuy nhiên, chính phủ không thực hiện các khuyến nghị mà Dunn liệt kê.

## Tác động
Bờ biển của vịnh Bengal rất dễ chịu tổn hại từ tác động của các xoáy thuận nhiệt đới, tổng cộng có ít nhất sáu xoáy thuận tấn cộng khu vực làm thiệt mạng trên 100.000 người. Tuy nhiên, Xoáy thuận Bhola 1970 không phải là mạnh nhất trong số đó; xoáy thuận Bangladesh 1991 mạnh hơn đáng kể khi nó đổ bộ tại khu vực đại thể tương đồng với sức gió 250 km/h (160 mph).
Xoáy thuận 1970 là xoáy thuận nhiệt đới gây thiệt hại cao nhất từng ghi nhận được và là một trong những thảm họa tự nhiên gây thiệt hại nhân mạng cao nhất trong lịch sử hiện đại. Số người thiệt mạng chính xác chưa từng được biết tới, song được ước tính là 300.000-500.000.

### Đông Pakistan
Trạm khí tượng tại Chittagong, 95 km (59 mi) về phía đông của nơi bão đổ bộ, ghi nhận sức gió 144 km/h (89 mph) trước khi máy đo gió của trạm bị thổi bay vào khoảng 22:00 UTC. Một tàu thả neo tại một cảng trong cùng khu vực ghi nhận gió mạnh đạt đỉnh là 222 km/h (138 mph) khoảng 45 phút sau đó. Khi bão đổ bộ, nó gây ra một sóng bão cao 10 mét (33 ft) tại đồng bằng châu thổ sông Hẳng. Trong cảng của Chittagong, triều bão đạt đỉnh khoảng 4 m (13 ft) trên mực nước biển trung bình, 1,2 m (3,9 ft) trong đó là sóng bão.
Đài phát thanh Pakistan thường thuật rằng không có người sống sót trên 13 đảo gần Chittagong. Một chuyến bay qua khu vực trông thấy sự tàn phá hoàn toàn suốt nửa phía nam của đảo Bhola, và những ruộng lúa trên đảo Bhola, đảo Hatia và vùng duyên hải đại lục lân cận bị phá hoại. Một số tàu biển tại các cảng Chittagong và Mongla được tường thuật là chịu thiệt hại, và các sân bay tại Chittagong và Cox's Bazar nằm dưới 1 m (3,3 ft) nước trong vài giờ.
Trên 3,6 triệu người chịu ảnh hưởng trực tiếp từ xoáy thuận, và tổng thiệt hại từ bão được ước tính là 86,4 triệu USD (tương đương 450 triệu USD năm 2006). Những người sống sót nói rằng khoảng 85% nhà cửa trong khu vực bị tàn phá hoặc hư hỏng nghiêm trọng, sự hủy diệt lớn nhất xảy ra dọc theo bờ biển. Chín mươi phần trăm ngư dân trên biển trong khu vực chịu thiệt hại nặng, trong đó gồm 9.000 tàu cá xa bờ. Trong số 77.000 ngư dân ven bờ, 46.000 người thiệt mạng do xoáy thuận, và 40% những người sống sót bị tác động nghiêm trọng. Tổng cộng, khoảng 65% năng lực ngư nghiệp tại khu vực duyên hải bị tàn phá do bão, trong một khu vực mà khoảng 80% số protein tiêu thụ đến từ cá. Nông nghiệp cũng chịu tổn thất nghiêm trọng tương tự với 63 triệu USD cây trồng và 280.000 gia súc. Ba tháng sau bão, 75% dân cư đã nhận được lương thực từ các nhân viên cứu trợ, và trên 150.000 người dựa vào cứu trợ để đáp ứng một nửa nhu cầu lương thực của họ.

### Ấn Độ
Xoáy thuận kéo mưa diện rộng đến Quần đảo Andaman và Nicobar, với lượng mưa rất lớn vào ngày 8 tháng 11 và 9 tháng 11. Port Blair ghi nhận lượng mưa 130 mm (5,1 in) trong ngày 8 tháng 11, và có một số trận lụt trên quần đảo. MV Mahajagmitra, một tàu chở hàng trọng tải 5.500 tấn đang trên đường từ Calcutta đến Kuwait, bị dắm do bão vào ngày 12 tháng 11, làm thiệt mạng toàn bộ 50 người trên tàu. Tàu gửi đi một tín hiệu cấp cứu và tường trình về gió cấp cuồng phong đang diễn ra trước khi bị đắm. Cũng có mưa diện rộng tại Tây Bengal và nam bộ Assam. Mưa gây thiệt hại đối với nhà cửa và cây trồng tại cả hai bang này của Ấn Độ, thiệt hại nặng nhất xảy ra tại các huyện ở cực nam.

### Số người thiệt mạng
Hai cuộc khảo sát cứu trợ y tế được tiến hành bởi Phòng thí nghiệm nghiên cứu bệnh tả Pakistan-SEATO: lần đầu trong tháng 11 và lần thứ nhì trong tháng 2 và tháng 3. Mục đích của cuộc khảo sát đầu tiên là xác minh các nhu cầu y tế tức khắc tại những khu vực chịu ảnh hưởng, và lần thứ nhì, chi tiết hơn, khảo sát có mục đích làm cơ sở cho việc lập kế hoạch cứu trợ dài hạn và khôi phục. Trong cuộc khảo sát thứ nhì, khoảng 1,4% dân cư trong khu vực được nghiên cứu.
Cuộc khảo sát đầu tiên kết luận rằng nước mặt tại hầu hết các khu vực chịu ảnh hưởng có lượng muối tương đương với nước lấy từ giếng, ngoại trừ tại Sudharam, nơi mà nước hầu như không thể uống được với hàm lượng muối lên tới 0,5%. Tỷ lệ tử vong được ước tính là 14,2%—tương đương tổng số người thiệt mạng là 240.000. Đau ốm liên quan đến bão thường chỉ giới hạn trong các thương tích nhẹ, song họ nhận thấy một "hội chứng xoáy thuận". Điều này bao gồm những trầy xước nghiêm trọng trên các chi và ngực bắt nguồn từ việc những người sống sót bám vào cây để để chống sóng bão. Ban đầu, có những lo ngại về một đợt bùng phát bệnh tả và thương hàn trong các tuần sau bão, song khảo sát cho thấy không có chứng cứ về một dịch tả, đậu mùa hoặc bất kỳ bệnh nào trong khu vực chịu ảnh hưởng từ bão.
Tổng hợp từ cuộc khảo sát thứ hai có vẻ như đánh giá thấp tương đối do một số nhóm không được tính đến. 100.000 người lao động di cư đang tham gia thu hoạch lúa, các gia đình hoàn toàn bị xóa sổ do bão và những người di cư khỏi khu vực trong ba tháng không được tính đến, và bằng cách loại trừ những nhóm này, mối nguy từ tin đồn và cường điệu được giảm thiểu. Cuộc khảo sát kết luận rằng tổng số người thiệt mạng tối thiểu là 224.000. Những tác động tệ nhất nhận thấy được tại Tazumuddin, nơi có tỷ lệ tử vong là 46,3%, tương đương với khoảng 77.000 người thiệt mạng chỉ riêng tại đó. Tỷ lệ tử vong trung bình trên toàn khu vực chịu ảnh hưởng là 16,5%.
Kết quả cho thấy rằng tỷ lệ sống sót cao nhất là các nam giới trưởng thành trong độ tuổi 15–49, trong khi hơn một nửa số người thiệt mạng là trẻ dưới 10 tuổi, là nhóm chỉ chiếm một phần ba dân cư trước xoáy thuận. Điều này cho thấy rằng những người non nớt, già, và ốm bị thiệt mạng một cách chọn lọc trong xoáy thuận và sóng bão. Trong nhiều tháng sau bão, tỷ lệ tử vong của nhóm trung niên tại khu vực xoáy thuận thấp hơn so với khu vực kiểm soát gần Dhaka. Điều này phản ánh việc các cá nhân sức khỏe kém bị loại bỏ trong bão.

## Hậu quả

### Phản ứng của chính phủ
Vào ngày sau khi bão tấn công bờ biển, ba pháo hạm và một tàu bệnh viện chở nhân viên y tế và đồ tiếp tế dời Chittagong đến các đảo Hatia, Sandwip và Kutubdia. Những đội từ lục quân Pakistan tiếp cận nhiều khu vực chịu thiệt hại trong vòng hai ngày sau khi xoáy thuận đổ bộ. Tổng thống Pakistan Yahya Khan trở về khi công du cấp quốc gia đến Trung Quốc và thị sát khu vực thảm họa vào ngày 16 tháng 11. Tổng thống hạ lệnh dốc toàn lực nhằm cứu trợ các nạn nhân. Ông cũng hạ lệnh treo rủ quốc kỳ và tuyên bố một ngày quốc tang vào 21 tháng 11, tức một tuần sau khi xoáy thuận tấn công đất liền.
Trong mười ngày sau xoáy thuận, một máy bay vận tải quân sự và ba máy bay rải hóa chất cây trồng được chính phủ Pakistan phân công làm nhiệm vụ cứu trợ. Chính phủ Pakistan cho biết họ không thể chuyển trực thăng quân sự từ Tây Pakistan do chính phủ Ấn Độ không cấp khoảng trống để họ vượt qua lãnh thổ nước này, song chính phủ Ấn Độ bác bỏ cáo buộc này. Đến ngày 24 tháng 11, chính phủ Pakistan cấp thêm 116 triệu USD nữa nhằm trang trải cho các hoạt động cứu trợ tại khu vực thảm họa. Ngày 24 tháng 11, Yahya Khan đến Dhaka để phụ trách các hoạt động cứu trợ. Thống đốc Đông Pakistan là S. M. Ahsan phủ nhận các cáo buộc rằng các lực lượng vũ trang không hành động đủ nhanh và cho biết nguồn cung cấp tiếp cận toàn bộ những nơi trong khu vực thảm họa ngoại trừ một số điểm nhỏ.
Một tuần sau khi xoáy thuận đổ bộ, Tổng thống Yahya Khan thừa nhận rằng chính phủ của ông đã thực hiện những điều "sơ suất" và "sai lầm" trong quá trình tiến hành các nỗ lực cứu trợ. Ông nói rằng có một sự thiếu hiểu biết về tính trọng đại của thảm họa. Ông cũng nói rằng tổng tuyển cử dự kiến được tổ chức vào ngày 7 tháng 12 sẽ diễn ra đúng thời gian, mặc dù tám hoặc chín huyện chịu ảnh hưởng nặng nhất có thể bị trì hoãn, bác bỏ những tin đồn rằng tuyển cử sẽ bị hoãn.
Khi xung đột giữa Đông và Tây Pakistan phát triển trong tháng ba, các văn phòng Dhaka của hai tổ chức chính phủ trực tiếp tham dự vào các nỗ lực cứu trợ đã bị đóng cửa trong ít nhất hai tuần, lần đầu là do tổng đình công và sau đó là một lệnh cấm các công việc của chính phủ tại Đông Pakistan do Liên minh Awami đưa ra. Nhiệm vụ cứu trợ tiếp tục được tiến hành, song việc lập kế hoạch dài hạn bị cắt bớt.

### Chỉ trích chính phủ
Các lãnh đạo chính trị tại Đông Pakistan phê phán phản ứng ban đầu của chính phủ trung ương trước thảm họa, một tuyên bố của 11 lãnh đạo chính trị tại Đông Pakistan chỉ trích chính phủ "hiển nhiên sao lãng, vô tình và hoàn toàn lãnh đạm". Họ cũng cáo buộc tổng thống làm giảm tầm quan trọng của vấn đề trong tin tức tường thuật. Ngày 19 tháng 11, các sinh viên tổ chức tuần hành tại Dhaka để phản đối việc chính phủ phản ứng chậm, và Maulana Abdul Hamid Khan Bhashani diễn thuyết tại một cuộc tập hợp của 50.000 người vào ngày 24 tháng 11, khi đó ông cáo buộc tổng thống bất tài và yêu cầu ông ta từ chức. Những đối thủ chính trị của tổng thống cáo buộc ông ta cẩu thả trong các nỗ lực cứu trợ và một số yêu cầu ông ta từ chức.
Hội Trăng lưỡi liềm Đỏ Pakistan bắt đầu hoạt động một cách độc lập với chính phủ do kết quả từ một tranh chấp nảy sinh sau khi họ được Hội Chữ thập Đỏ Anh Quốc tặng 20 bè mảng. Một công ty thuốc trừ sâu phải chờ hai ngày trước khi họ được cấp phép cho hai máy bay phun thuốc của họ được tiến hành thả đồ tiếp tế tại các khu vực chịu ảnh hưởng. Chính phủ Pakistan chỉ triển khai một trực thăng duy nhất để tiến hành hoạt động cứu trợ. Một ký giả của Pakistan Observer dành một tuần tại các khu vực chịu ảnh hưởng nặng nhất vào đầu tháng 1 và thấy rằng không lều nào được các cơ quan cứu trị cung cấp để dùng làm nơi ở cho những người sống sót và nhận xét rằng các khoản tài trợ cho việc kiến thiết nhà cửa mới là không đủ.

### Hậu quả chính trị
Liên minh Awami là chính đảng lớn nhất tại Đông Pakistan và do Sheikh Mujibur Rahman lãnh đạo, họ giành được đại thắng trong tổng tuyển cử quốc gia trong tháng 12 năm 1970, một phần là nhờ sự bất mãn trước các nỗ lực cứu trợ thất bại của chính phủ quốc gia. Việc bầu 9 ghế trong quốc hội và 18 ghế trong tỉnh hội bị hoãn cho đến ngày 18 tháng 1 do hậu quả của bão.
Công tác điều khiển các nỗ lực cứu trợ của chính phủ làm trầm trọng cảm giác bất mãn tại Đông Pakistan, thổi bùng phong trào kháng cự tại đây. Kinh phí được phát hành một cách chậm chạp, và giao thông làm chậm lại việc đưa đồ tiếp tế đến các khu vực chịu tàn phá. Khi căng thẳng gia tăng trong tháng 3, những nhân viên ngoại quốc sơ tán do lo ngại về bạo lực. Tình hình trở nên xấu hơn và phát triển thành Chiến tranh giải phóng Bangladesh trong tháng 3. Xung đột này mở rộng thành Chiến tranh Ấn Độ-Pakistan 1971 trong tháng 12 và kết thúc bằng việc hình thành Bangladesh. Đây là một trong những lần đầu tiên một sự kiện tự nhiên kích hoạt một nội chiến..

### Phản ứng quốc tế
Ấn Độ trở thành một trong những quốc gia đầu tiên cung cấp viện trợ cho Pakistan, bất chấp quan hệ đại thể còn xấu giữa hai quốc gia, và đến cuối tháng 11 đã cam kết 1,3 triệu USD (tương đương 6,9 triệu USD năm 2007) để hỗ trợ cho các nỗ lực cứu trợ. Chính phủ Pakistan từ chối cho phép người Ấn Độ gửi đồ tiếp tế đến Đông Pakistan bằng đường không, buộc họ phải vận chuyển bằng đường sắt. Chính phủ Ấn Độ cũng cho biết phía Pakistan từ chối một đề nghị về máy bay, trực thăng và thuyền quân sự từ Tây Bengal đến hỗ trợ hoạt động cứu trợ.
Liên Hợp Quốc quyên tặng 2,1 triệu USD bằng thực phẩm và tiền mặt, trong khi UNICEF bắt đầu một cuộc vận động để đạt thêm một triệu USD. UNICEF giúp tái lập nguồn cung nước tại khu vực chịu ảnh hưởng, tu sửa trên 11.000 giếng trong nhiều tháng sau bão. Tổng Thư ký Liên Hợp Quốc U Thant kêu gọi việc trợ cho các nạn nhân của xoáy thuận và nội chiến vào tháng 8 năm 1971, theo hai chương trình cứu trợ riêng rẽ. Ông nói chỉ 4 triệu USD được đóng góp cho các nhu cầu cấp thiết, thấp so với mục tiêu 29,2 triệu USD. Đến cuối tháng 11 năm 1971, Liên hiệp các Hội Chữ thập Đỏ thu thập được 3,5 triệu USD để cung cấp viện trợ cho các nạn nhân của thảm họa.
Tổng thống Hoa Kỳ Richard Nixon cấp 10 triệu USD (tương đương 53 triệu USD năm 2007) để cung cấp lương thực và cứu trợ thiết yếu khác cho các nạn nhân của bão, và Đại sứ Hoa Kỳ tại Pakistan cam kết rằng ông sẽ "hỗ trợ chính phủ Đông Pakistan mọi cách có thể." Một lời kêu gọi của Ủy ban Khẩn cấp thiên tai Anh Quốc thu được khoảng 1,5 triệu bảng cho cứu trợ thiên tại tại Đông Pakistan. Chính phủ Canada cam kết hỗ trợ 2 triệu USD. Pháp và Tây Đức đều cử trực thăng và các đồ tiếp tế khác trị giá 1,3 triệu USD. Giáo hoàng Phaolô VI tuyên bố rằng ông sẽ thăm Dhaka trong một chuyến công du đến Viễn Đông và kêu gọi mọi người cầu nguyện cho các nạn nhân của thảm họa. Đến đầu năm 1971, bốn trực thăng Liên Xô vẫn hoạt động trong khu vực nhằm vận chuyển nhu yếu phẩm đến các khu bị chịu thiệt hại nặng. Các máy bay của Liên Xô thay thế các trực thăng của Anh và Mỹ vốn hoạt động ngay sau xoáy thuận. Nội các Nhật Bản phê chuẩn kinh phí cứu trợ 1,65 triệu USD vào tháng 12. Chính phủ Nhật Bản trước đó chịu chỉ trích vì chỉ quyên góp một lượng nhỏ cho công tác cứu trợ. Lô hàng đầu tiên của Trung Quốc tiếp tế cho Đông Pakistan mang theo 500.000 liều vắc xin bệnh tả, vốn không cần thiết do quốc gia này có dự trữ đầy đủ. Chính phủ Trung Quốc gửi 1,2 triệu USD tiền mặt cho Pakistan.